# Кота-Кинабалу
Ко́та-Кинаба́лу (малайск. Kota Kinabalu), до 30 сентября 1968 г. — Джесселтон (англ. Jesselton) — город в Малайзии, столица штата Сабах. Город расположен в северо-восточной части острова Калимантан на побережье Южно-Китайского моря. Рядом с городом расположен морской национальный парк «The Tunku Abdul Rahman National Park», с другой стороны — гора Кинабалу, которая и дала название городу. Население Кота-Кинабалу составляет 617 972 человека. Это самый большой город в Сабахе и 6-й по численности в Малайзии.
Кота-Кинабалу также известен как K.K. Это основное туристическое направление и популярное место для путешественников, посещающих Сабах и Калимантан. Национальный Парк Кинабалу простирается на 90 километров от города, здесь есть множество туристических аттракционов. Кота-Кинабалу также один из промышленных и коммерческих центров восточной Малайзии. Эти два фактора сыграли роль в том, что город является одним из самых быстроразвивающихся городов Малайзии.

## Города-побратимы
Является городом-побратимом следующих городов:
- Владивосток, Россия